# Сибута, Норико
Норико Сибута (яп. 渋田 紀子; род. 3 мая 1972, Аомори) — японская гребчиха, выступавшая за сборную Японии по академической гребле в 1990—1996 годах. Участница ряда крупных регат международного значения, в том числе регаты на летних Олимпийских играх в Атланте.

## Биография
Норико Сибута родилась 3 мая 1972 года в префектуре Аомори, Япония.
Впервые заявила о себе в гребле на международном уровне в 1990 году, попав в состав японской национальной сборной и выступив на чемпионате мира среди юниоров в Эгбелете, где в программе парных двоек заняла итоговое восьмое место.
Наивысшего успеха как спортсменка добилась в сезоне 1996 года, когда благодаря череде удачных выступлений удостоилась права защищать честь страны на летних Олимпийских играх в Атланте. На Играх в зачёте женских парных двоек лёгкого веса вместе с напарницей Аяко Ёсидой сумела квалифицироваться в утешительный финал C и расположилась в итоговом протоколе соревнований на 13 строке.
После атлантской Олимпиады Сибута больше не показывала сколько-нибудь значимых результатов в академической гребле на международной арене.